# Alexis Mancilla
Alexis Benjamín Mancilla Almonacid (Osorno, Región de Los Lagos, Chile, 20 de abril de 2004) es un futbolista profesional chileno. Juega de delantero y su equipo actual es Deportes Concepción de la Primera B de Chile.

## Trayectoria

### Inicios
Alexis se formaría como jugador de fútbol en las inferiores del Club Deportivo Huachipato y se convertiría en el jugador más joven en debutar por el club en la temporada 2021.

### Club Deportivo Huachipato
Su debut profesional sería el 3 de abril de 2021, en el partido válido por la segunda fecha de la temporada 2021, contra la Universidad de Chile. Corría el minuto 86 y como variante en el ataque el DT Juan José Luvera optó por el ingreso de Alexis Mancilla en reemplazo del chileno-paraguayo Cris Martínez. Con los pocos minutos disputados Mancilla se las arreglaría para tener un disparo al arco rival y así consumar su debut en el profesionalismo con tan solo 16 años de edad.

## Estadísticas
| Club               | Div.          | Temporada     | Liga  | Liga  | Copas nacionales | Copas nacionales | Torneos internacionales | Torneos internacionales | Total | Total |
| Club               | Div.          | Temporada     | Part. | Goles | Part.            | Goles            | Part.                   | Goles                   | Part. | Goles |
| ------------------ | ------------- | ------------- | ----- | ----- | ---------------- | ---------------- | ----------------------- | ----------------------- | ----- | ----- |
| Huachipato · Chile | 1.ª           | 2021          | 4     | 0     | 3                | 0                | 2                       | 0                       | 9     | 0     |
| Huachipato · Chile | 1.ª           | 2022          | 0     | 0     | —                | —                | —                       | —                       | 0     | 0     |
| Huachipato · Chile | Total club    | Total club    | 4     | 0     | 3                | 0                | 2                       | 0                       | 9     | 0     |
| Total carrera      | Total carrera | Total carrera | 4     | 0     | 7                | 0                | 2                       | 0                       | 9     | 0     |
| 1. 2. 3.           |               |               |       |       |                  |                  |                         |                         |       |       |